# Program Operacyjny Kapitał Ludzki

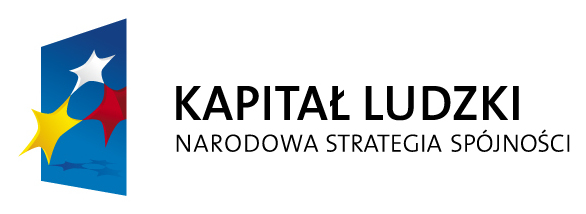
Logo Programu Operacyjnego Kapital Ludzki

Program Operacyjny Kapitał Ludzki, POKL – jeden z programów finansowanych z Funduszy Europejskich realizowanych w Polsce w latach 2007–2013. Jest to program, w ramach którego m.in. organizacje pozarządowe, przedsiębiorcy, instytucje rynku pracy, jednostki administracji samorządowej i rządowej mogą realizować projekty przyczyniające się do zwiększenia kompetencji osób pracujących i prowadzących działalność gospodarczą, aktywizacji osób bezrobotnych, zwiększenia poziomu kształcenia, rozwoju ekonomii społecznej, wspierające osoby znajdujące się w trudnej sytuacji (np. niepełnosprawni, imigranci), czy ułatwiające rozpoczęcie własnej działalności gospodarczej.

## Informacje ogólne
Program Kapitał Ludzki to jeden z 6 programów krajowych Narodowych Strategicznych Ram Odniesienia. Finansowany jest ze środków Europejskich – z Europejskiego Funduszu Społecznego (85%) oraz ze środków budżetu państwa (15%). Jest on następcą Sektorowego Programu Operacyjnego Rozwoju Zasobów Ludzkich z okresu programowania 2004-2006. Budżet całego Programu wynosi 11 420 207 059,00 euro.
Dokument prezentujący założenia, cele, rodzaje wsparcia w ramach PO KL został zatwierdzony przez Komisję Europejską 28 września 2007 r. Od tego momentu Program jest realizowany w dwóch podstawowych trybach: systemowym, gdzie projekty realizują z góry ustalone podmioty, takie jak organy administracji rządowej oraz konkursowym, w ramach którego o dofinansowanie mogą ubiegać się wszystkie podmioty z wyłączeniem osób fizycznych.
Pierwsze wydatki kwalifikowane w ramach PO KL mogły być realizowane od 1 stycznia 2007 r., a datą końcową kwalifikowalności wydatków, a więc i trwania projektów jest 31 grudnia 2015 r. W ramach wydatków w PO KL dozwolony jest także cross-financing, a więc dokonywanie drobnych wydatków inwestycyjnych (np. dostosowanie infrastruktury dla potrzeb osób niepełnosprawnych) z Europejskiego Funduszu Rozwoju Regionalnego. Poziom dofinansowania projektów najczęściej wynosi 100%, wkład własny wymagany jest w przypadku, gdy realizowane projekty dotyczą przedsiębiorców (zastosowanie mają przepisy dotyczące pomocy publicznej) lub w wypadku szczególnych zapisów dokumentacji danego konkursu.
Celem głównym Programu jest: wzrost zatrudnienia i spójności społecznej a do osiągnięcia tego celu przyczynia się realizacja sześciu celów strategicznych. Program Kapitał Ludzki jest wdrażany na poziomie centralnym (Priorytety I – V) oraz na poziomie regionalnym (Priorytety VI – IX).

## Instytucje w POKL
Najważniejszą instytucją, odpowiadającą za koordynowanie wdrażania POKL w Polsce jest Instytucja Zarządzająca (IZ). Jej rolę pełni Departament Zarządzania Europejskim Funduszem Społecznym w Ministerstwie Rozwoju Regionalnego (MRR).
Oprócz IZ są również instytucje, które pośredniczą w realizacji Programu –  Instytucje Pośredniczące:
Na poziomie centralnym:

- Ministerstwo Pracy i Polityki Społecznej, Departament Wdrażania EFS – Priorytet I - II
- Ministerstwo Edukacji Narodowej, Departament Funduszy Strukturalnych – Priorytet III
- Narodowe Centrum Badań i Rozwoju – Priorytet IV

Na poziomie regionalnym:
Rolę tę pełnią najczęściej Urzędy Marszałkowskie lub wojewódzkie Urzędy Pracy.
Instytucje te odpowiadają za wdrażanie poszczególnych priorytetów Programu, współdziałając w tym zakresie z podległymi Instytucjami Wdrażającymi (Instytucjami Pośredniczącymi II stopnia – IP2).
W ramach POKL na poziomie centralnym działa osiem Instytucji Pośredniczących II stopnia. Są to:

- Centrum Rozwoju Zasobów Ludzkich,
- Władza Wdrażająca Programy Europejskie w Ministerstwie Administracji i Cyfryzacji,
- Polska Agencja Rozwoju Przedsiębiorczości,
- Ministerstwo Zdrowia - Departament Funduszy Europejskich,
- Ośrodek Rozwoju Edukacji (ORE),
- Ministerstwo Administracji i Cyfryzacji, Departament Administracji Publicznej,
- Ministerstwo Pracy i Polityki Społecznej, Departament Wdrażania EFS,
- Kancelaria Prezesa Rady Ministrów, Biuro Dyrektora Generalnego.

Na poziomie regionalnym działa piętnaście Instytucji Pośredniczących II stopnia. Są to najczęściej Wojewódzkie Urzędy Pracy.

## Beneficjenci
Projekty składane w ramach programu PO Kapitał Ludzki, będą rozpatrywane na dwa sposoby:
1. systemowym - projekty mające charakter ogólnokrajowy lub wojewódzki, przeznaczone dla ściśle określonych beneficjentów,
2. konkursowym - projekty o dofinansowanie będą mogły składać wszystkie podmioty (prócz osób fizycznych), a w szczególności:

- organizacje pozarządowe,
- przedsiębiorcy,
- jednostki administracji samorządowej i rządowej,
- instytucje systemu oświaty i szkolnictwa wyższego,
- instytucje otoczenia biznesu,
- instytucje rynku pracy,
- instytucje pomocy i integracji społecznej,
- instytucje szkoleniowe[1].